# Cyanopterus differens
Cyanopterus differens är en stekelart som först beskrevs av Telenga 1936.  Cyanopterus differens ingår i släktet Cyanopterus och familjen bracksteklar. Inga underarter finns listade i Catalogue of Life.